# ガヴォー

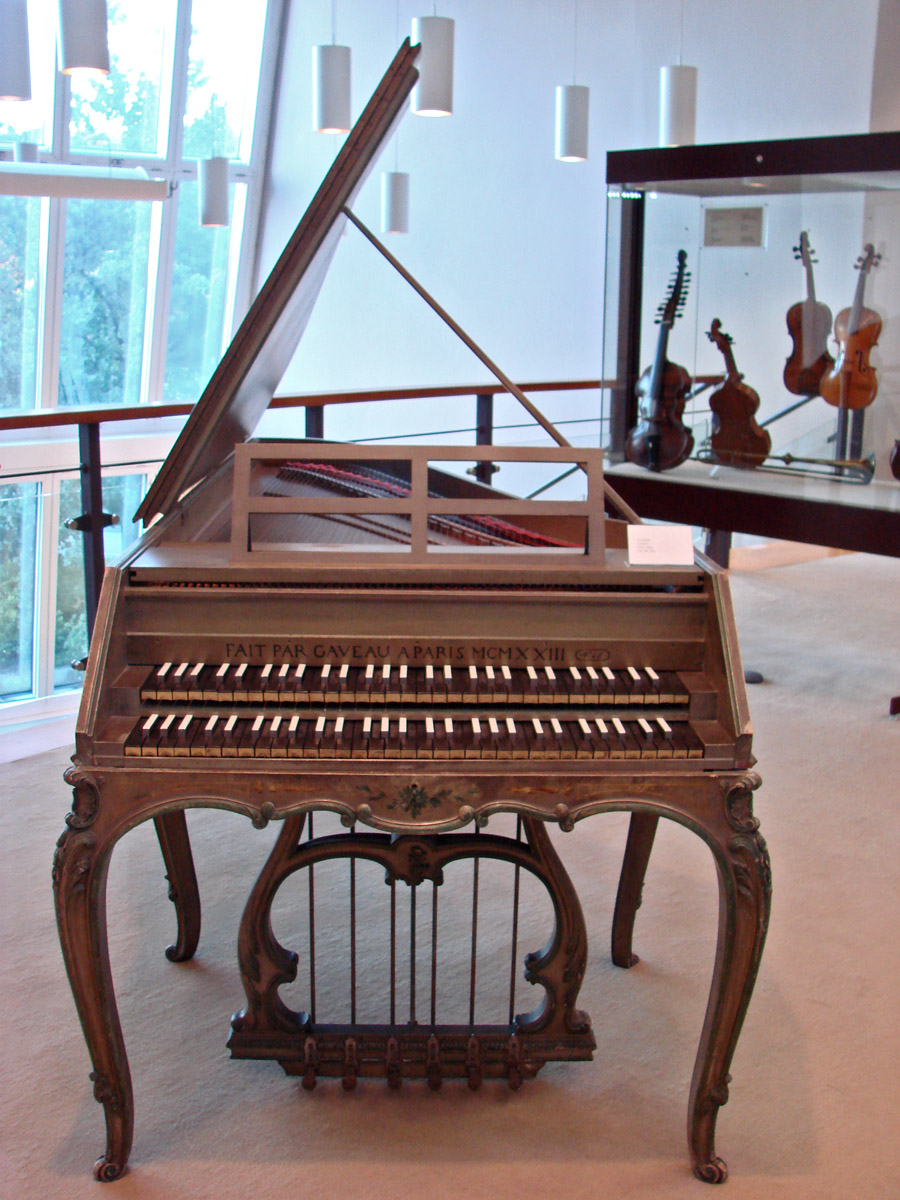
ガヴォー製チェンバロ、1923年製作

ガヴォー（Gaveau）はかつて存在したフランスのピアノ製造会社である。1847年にパリでジョゼフ・ガブリエル・ガヴォーによって創業され、エラールとプレイエルに次ぐフランスで第三のピアノメーカーであった。大工場はフォントネー＝スー＝ボワにあった。
一部のガヴォー製ピアノは芸術的なキャビネットを持っていた。多くのピアノは空圧システムを備えている（Odeola、Ampico、ヴェルテ＝ミニョン）。
1960年、ガヴォーはエラールと合併した。1971年から1994年まで、ガヴォーピアノはピアノ製造会社のヴィルヘルム・シンメルによって作られた。ガヴォーブランドは現在フランス・ピアノ製造会社（Manufacture Francaise De Pianos）によって所有されている（プレイエルおよびエラールブランドもこの企業によって所有されている）。今日、フランス・ピアノ製造会社はガヴォーブランド名で幾つかのモデルを製造している。

## 家族間の競争
ジョゼフ・ガブリエル・ガヴォーには6人の子供がおり、エティエンヌ・ガヴォーが継いだ。
ガブリエル・ガヴォーは1911年に設立された。ガブリエル・ガヴォーはペダルまたはデュオ・アート（自動演奏）システムを持つ幾つかのピアノを作り、1919, 55-57 Av. Malakoff, 75016（現在はトロカデロに近いAv. Raymond Poincaré）にあった。この工場は1939年にドイツによって徴発された。
また1911年には、オーギュスタン・ガヴォーが独自のアップライトピアノを作る自身のピアノ会社を設立した。
自伝『My Young Years』において、アルトゥール・ルービンシュタイン はコンサートでガヴォー製ピアノを演奏する契約をいかに結んだかについて詳しく述べている。ルービンシュタインはガヴォー製ピアノの「堅く応答がないアクション」と「音色の冷たさ」について書いている。
またカミーユ・サン＝サーンスやアルフレッド・コルトーのような音楽家も自身のガヴォーピアノの演奏を楽しんだ。

## サル・ガヴォー

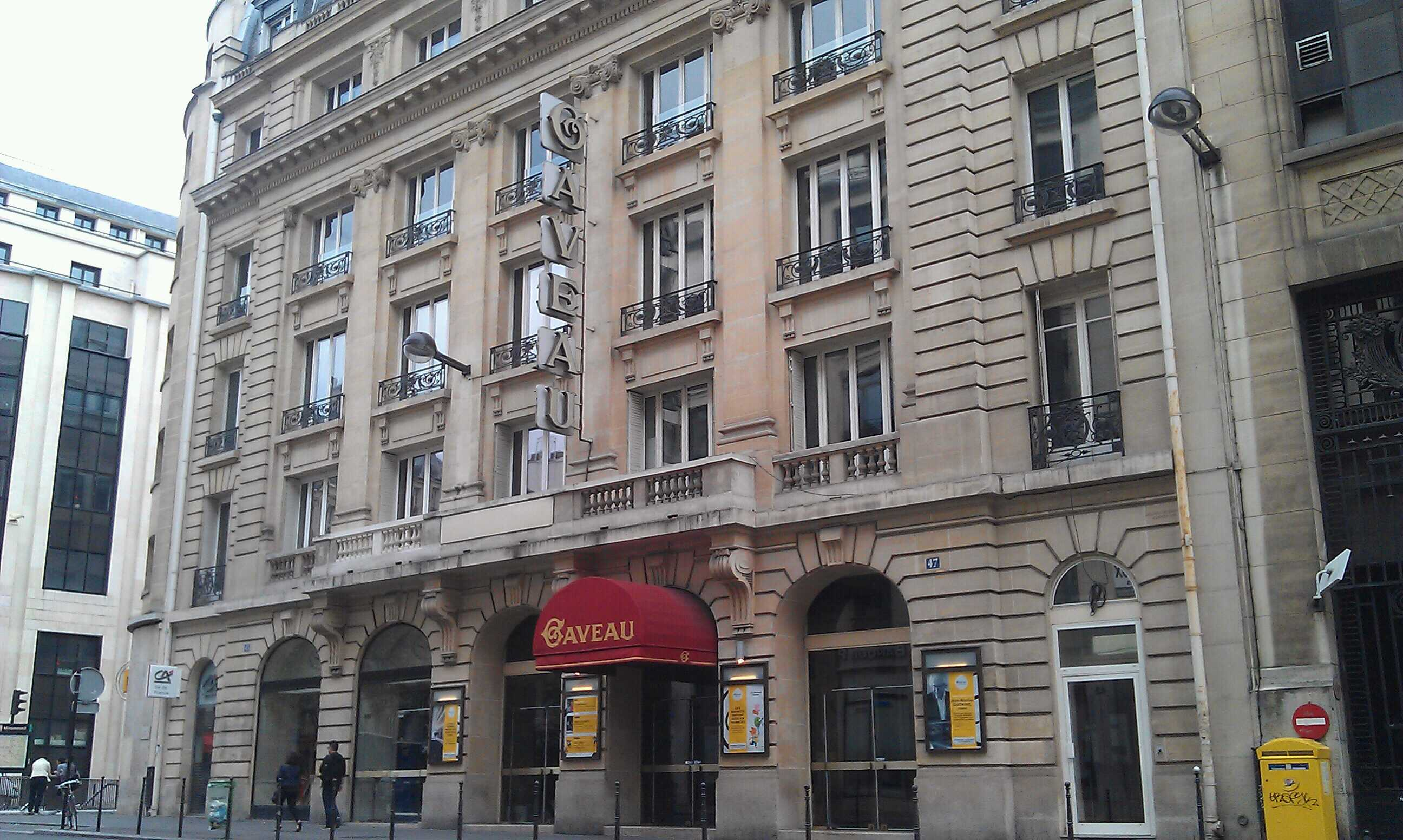
サル・ガヴォー

ガヴォー社の本社と1020席のコンサートホールが入ったサル・ガヴォーという名前の大きな建物は、1905-1906年に建築家のジャック・エルマンによってガヴォーのために建てられた。8区の45, rue la Boétieにあるこのコンサートホールは現在もクラシックおよびジャズに使われている。